# Pit Corder
Stephen Pit Corder (né à York le 6 octobre 1918 et mort à Braithwaite, Lake District, Angleterre le 27 janvier 1990), connu sous le nom de Pit Corder, est un professeur de linguistique appliquée à l'université d'Édimbourg, connu pour sa contribution à l'étude de l'analyse des erreurs. Il est le premier président de l'Association britannique de linguistique appliquée entre 1967 et 1970 et joue un rôle remarquable dans le développement du domaine de la linguistique appliquée au Royaume-Uni.

## Jeunesse
Pit Corder est né à Bootham Terrace, York, dans une famille quaker (membres de la Société religieuse des Amis),. Son père, Philip Corder (né en 1885), est un instituteur d'origine anglaise et sa mère, Johanna Adriana van der Mersch (née en 1887), est néerlandaise. Pit étudie à la Bootham School, un pensionnat quaker près de York, où son père est enseignant,. Il étudie ensuite les langues modernes au Merton College, à Oxford, de 1936 à 1939,.
Après Oxford, Corder enseigne à la Great Ayton Friends' School (école quaker) avant de servir dans l'unité d’ambulances des quakers (Friends' Ambulance Unit) pendant la Seconde Guerre mondiale en Finlande et en Égypte, après avoir été dispensé du service militaire en tant qu'objecteur de conscience. En 1946, il épouse Nancy Procter (née en 1916), une cousine au second degré, avec qui il a deux fils et une fille.

## Carrière
Après la guerre, Pit Corder travaille pour le consulat britannique en Autriche, en Turquie, en Jamaïque et en Colombie. Pendant cette période, il travaille à la conception de programmes et élabore de nouveaux supports pédagogiques. En 1957, Pit Corder rejoint l’école de linguistique appliquée de l’université d’Édimbourg, tout en continuant à travailler pour le consulat, lequel a besoin de spécialistes en linguistique appliquée pour son expansion à travers le monde. Déjà en 1958, le consulat envoie Pit Corder au Nigeria, où il aide à élaborer du matériel didactique en anglais pour la télévision.
Selon la notice nécrologique de la British Association for Applied Linguistics, il quitte le consulat britannique en 1961, quand il commence à enseigner à l'université de Leeds. Cependant, selon sa biographie dans le dictionnaire des biographies nationales de l'Oxford, il s'est déplacé à Leeds, supporté par le Consulat Britannique et ne quitte l'organisation qu'en 1964, lorsqu'il devient directeur de l'école de linguistique appliquée de l'université d’Édimbourg. Corder reste à l'université d’Édimbourg pour le reste de sa vie professionnelle.